# Blocador d'adrenoreceptors alfa i beta
Els blocadors d'adrenoreceptors alfa i beta són un grup de fàrmacs que bloquegen les accions dels receptors adrenèrgics alfa i dels beta. S'utilitzen en el tractament de la hipertensió arterial.
Fàrmacs comercialitzats al mercat espanyol:
- Carvedilol (EFG, Coropres, Normotride).
- Labetalol (Trandate, Labetalol S.A.L.F).